# Membres de l'Ordre du Canada, par ordre alphabétique A
| Nom                             | Ville                       | Province                  | Grade     | Année | Occupation                    |
| Monroe Abbey                    | Montréal                    | Québec                    | Membre    | 1978  | Avocat                        |
| Irving Martin Abella            | Toronto                     | Ontario                   | Membre    | 1993  | Auteur, historien, professeur |
| Alan Rockwell Abraham           | Halifax                     | Nouvelle-Écosse           | Membre    | 1996  |                               |
| Calvin David Abrahamson         | Montmartre                  | Saskatchewan              | Officier  | 1989  |                               |
| Diana Hains Meltzer Abramsky    | Kingston                    | Ontario                   | Membre    | 1990  |                               |
| Robert George Ackman            | Dartmouth                   | Nouvelle-Écosse           | Officier  | 2001  |                               |
| David Adams                     | Stony Plain                 | Alberta                   | Officier  | 2004  |                               |
| F. Wayne Adams                  | East Preston                | Nouvelle-Écosse           | Membre    | 2003  |                               |
| Nancy Adams                     | Saskatoon                   | Saskatchewan              | Membre    | 1975  |                               |
| Anthony Adamson                 | Toronto                     | Ontario                   | Officier  | 1974  |                               |
| Frances M. Adaskin              | Gibsons                     | Colombie-Britannique      | Membre    | 1976  |                               |
| Harry Adaskin                   | Vancouver                   | Colombie-Britannique      | Officier  | 1974  |                               |
| Murray Adaskin                  | Victoria                    | Colombie-Britannique      | Officier  | 1980  |                               |
| William Adkins                  | Ottawa                      | Ontario                   | Membre    | 1972  |                               |
| Susan Aglukark                  | Oakville                    | Ontario                   | Officier  | 2004  |                               |
| Mary C. Agnew                   | Toronto                     | Ontario                   | Membre    | 1991  |                               |
| Jack N. Agrios                  | Edmonton                    | Alberta                   | Officier  | 2002  |                               |
| Alberto J. Aguayo               | Westmount                   | Québec                    | Officier  | 1992  |                               |
| Freda Ahenakew                  | Marcelin                    | Saskatchewan              | Membre    | 1998  |                               |
| Ellen Aloysia Ahern             | Gloucester                  | Ontario                   | Membre    | 1973  |                               |
| Bruce Alexander Aikenhead       | Salmon Arm                  | Colombie-Britannique      | Officier  | 1997  |                               |
| John Black Aird                 | Toronto                     | Ontario                   | Compagnon | 1976  |                               |
| Robert Aitken                   | Toronto                     | Ontario                   | Membre    | 1993  |                               |
| Irvin William Akerley           | Dartmouth                   | Nouvelle-Écosse           | Membre    | 1978  |                               |
| Etuangat Aksayook               | Hamlet of Pangnirtung       | Territoires du Nord-Ouest | Membre    | 1995  |                               |
| Madeline-Ann Aksich             | Beaconsfield                | Québec                    | Membre    | 2002  |                               |
| Pierrette Alarie                | Victoria                    | Colombie-Britannique      | Compagnon | 1967  |                               |
| Norman Z. Alcock                | Utterson                    | Ontario                   | Membre    | 2004  |                               |
| Dominic D Alessandro            | Toronto                     | Ontario                   | Officier  | 2003  |                               |
| Lincoln M. Alexander            | Hamilton                    | Ontario                   | Compagnon | 1992  |                               |
| Montague E. Alford              | Whitehorse                  | Yukon                     | Membre    | 1974  |                               |
| Maurice Allan                   | Dorval                      | Québec                    | Membre    | 1981  |                               |
| Anais Rousseau-Allard           | Trois-Rivières              | Québec                    | Officier  | 1969  |                               |
| Jean V. Allard                  | Trois-Rivières              | Québec                    | Compagnon | 1968  |                               |
| Douglas E.M. Allen              | Winnipeg                    | Manitoba                  | Membre    | 1985  |                               |
| Helen Allen                     | Toronto                     | Ontario                   | Officier  | 1970  |                               |
| Moyra Allen                     | Ottawa                      | Ontario                   | Officier  | 1986  |                               |
| Jean-Léon Allie                 | Ottawa                      | Ontario                   | Membre    | 1990  |                               |
| W. Warren Allmand               | Montréal                    | Québec                    | Officier  | 2000  |                               |
| Mary Macaulay Allodi            | Toronto                     | Ontario                   | Membre    | 1998  |                               |
| Anne-Marie Alonzo               | Laval                       | Québec                    | Membre    | 1996  |                               |
| Howard Alper                    | Ottawa                      | Ontario                   | Officier  | 1998  |                               |
| J. Stewart Alsbury              | New Westminster             | Colombie-Britannique      | Membre    | 1978  |                               |
| Richard Martin Holden Alway     | Toronto                     | Ontario                   | Officier  | 1989  |                               |
| Estelle Marguerite Amaron       | Toronto                     | Ontario                   | Membre    | 1976  |                               |
| Lanfranco Amato                 | Toronto                     | Ontario                   | Membre    | 1983  |                               |
| Michael M. Ames                 | Vancouver                   | Colombie-Britannique      | Membre    | 1998  |                               |
| J. Charles D Amour              | Dieppe                      | Nouveau-Brunswick         | Membre    | 1981  |                               |
| Yvette Brind'Amour              | Montréal                    | Québec                    | Compagnon | 1967  |                               |
| Gregory Anaka                   | Mississauga                 | Ontario                   | Membre    | 1973  |                               |
| Sarah Anala                     | Moncton                     | Nouveau-Brunswick         | Membre    | 1996  |                               |
| Frederick Andermann             | Hampstead                   | Québec                    | Officier  | 2006  |                               |
| Andrew Charles Anderson         | Lethbridge                  | Alberta                   | Membre    | 1985  |                               |
| Anne Anderson                   | Edmonton                    | Alberta                   | Membre    | 1991  |                               |
| Boyd M. Anderson                | Glentworth                  | Saskatchewan              | Membre    | 1999  |                               |
| Charles Anderson                | Edmonton                    | Alberta                   | Membre    | 1996  |                               |
| Doris Anderson                  | St. Peter's                 | Île-du-Prince-Édouard     | Membre    | 1982  |                               |
| Doris H. Anderson               | Toronto                     | Ontario                   | Compagnon | 1974  |                               |
| George D. Anderson              | Toronto                     | Ontario                   | Membre    | 2002  |                               |
| J. Stuart Anderson              | Winnipeg                    | Manitoba                  | Officier  | 1980  |                               |
| James Ernest Anderson           | Fredericton                 | Nouveau-Brunswick         | Membre    | 1993  |                               |
| Mathieu André                   | Ville de Grasse             | Québec                    | Membre    | 1986  |                               |
| Guillermo de Andrea             | Montréal                    | Québec                    | Membre    | 2004  |                               |
| Margaret Weir Andrekson         | Edmonton                    | Alberta                   | Membre    | 1996  |                               |
| Gerald Smedley Andrews          | Victoria                    | Colombie-Britannique      | Membre    | 1990  |                               |
| Ralph LeMoine Andrews           | Saint-Jean                  | Terre-Neuve-et-Labrador   | Membre    | 1980  |                               |
| John B. Angel                   | Saint-Jean                  | Terre-Neuve-et-Labrador   | Membre    | 1976  |                               |
| Mark Angelo                     | Burnaby                     | Colombie-Britannique      | Membre    | 2000  |                               |
| Renée Dupuis Angers             | Mont-Royal                  | Québec                    | Membre    | 1995  |                               |
| Paul L'Anglais                  | Beaconsfield                | Québec                    | Officier  | 1971  |                               |
| Henry F. Angus                  | Vancouver                   | Colombie-Britannique      | Officier  | 1971  |                               |
| Margaret Sharp Angus            | Kingston                    | Ontario                   | Membre    | 1992  |                               |
| István Anhalt                   | Kingston                    | Ontario                   | Officier  | 2003  |                               |
| Paul Anka                       | Ottawa                      | Ontario                   | Officier  | 2004  |                               |
| Louise Cimon Annett             | Thornhill                   | Ontario                   | Membre    | 1978  |                               |
| Eric Anoee                      | Eskimo Point                | Territoires du Nord-Ouest | Membre    | 1981  |                               |
| Anthony G. Anselmo              | Calgary                     | Alberta                   | Membre    | 1978  |                               |
| Nabil N. Antaki                 | Québec                      | Québec                    | Membre    | 1995  |                               |
| Kell Antoft                     | Halifax                     | Nouvelle-Écosse           | Membre    | 2000  |                               |
| Sylvia D Aoust                  | Montréal                    | Québec                    | Membre    | 1976  |                               |
| Bluma Appel                     | Toronto                     | Ontario                   | Officier  | 1988  |                               |
| Louis Applebaum                 | Don Mills                   | Ontario                   | Compagnon | 1976  |                               |
| Peter Appleyard                 | Rockwood                    | Ontario                   | Officier  | 1992  |                               |
| C.J. Sylvanus Apps              | Kingston                    | Ontario                   | Membre    | 1977  |                               |
| Renée April                     | Rivière-du-Loup             | Québec                    | Membre    | 2019  | costumière                    |
| Mike Apsey                      | Victoria                    | Colombie-Britannique      | Membre    |       |                               |
| Madeleine Marie Gertrude Arbour | L'Île-Perrot                | Québec                    | Membre    | 1986  |                               |
| Roméo Arbour                    | Ottawa                      | Ontario                   | Membre    | 1989  |                               |
| Denys Arcand                    | Westmount                   | Québec                    | Compagnon | 1986  |                               |
| Camille Archambault             | St-Sauveur-des-Monts        | Québec                    | Membre    | 1978  |                               |
| Louis Archambault               | Montréal                    | Québec                    | Officier  | 1968  |                               |
| David B. Archer                 | Toronto                     | Ontario                   | Membre    | 1978  |                               |
| John H. Archer                  | Régina                      | Saskatchewan              | Officier  | 1981  |                               |
| Maurice G. Archer               | Knowlton                    | Québec                    | Membre    | 1988  |                               |
| Violet B. Archer                | Edmonton                    | Alberta                   | Membre    | 1983  |                               |
| Adams Gordon Archibald          | Halifax                     | Nouvelle-Écosse           | Officier  | 1987  |                               |
| Donald C. Archibald             | Toronto                     | Ontario                   | Membre    | 1997  |                               |
| Edgar S. Archibald              | Ottawa                      | Ontario                   | Compagnon | 1967  |                               |
| H. David Archibald              | Mississauga                 | Ontario                   | Membre    | 1988  |                               |
| Richard Arès                    | Montréal                    | Québec                    | Officier  | 1979  |                               |
| Margaret Arkinstall             | Newmarket                   | Ontario                   | Membre    | 1999  |                               |
| Raffi Armenian                  | Verdun                      | Québec                    | Membre    | 1986  |                               |
| Margaret-Ann Armour             | Edmonton                    | Alberta                   | Membre    |       |                               |
| Bromley Lloyd Armstrong         | Pickering                   | Ontario                   | Membre    | 1994  |                               |
| Cathryne H. Armstrong           | Saanichton                  | Colombie-Britannique      | Membre    | 1982  |                               |
| Elsje Armstrong                 | Vancouver                   | Colombie-Britannique      | Membre    | 1977  |                               |
| Gordon W.D. Armstrong           | Merrickville                | Ontario                   | Membre    | 2001  |                               |
| Jack Armstrong                  | Winnipeg                    | Manitoba                  | Membre    | 2004  |                               |
| John A. Armstrong               | Nanaimo                     | Colombie-Britannique      | Officier  | 1983  |                               |
| Neil Mackenzie Armstrong        | Canmore                     | Alberta                   | Membre    | 1989  |                               |
| Sally Wishart Armstrong         | Oakville                    | Ontario                   | Membre    | 1998  |                               |
| Susan Margaret Armstrong        | L'Île-Perrot                | Québec                    | Officier  | 1998  |                               |
| William M. Armstrong            | Vancouver                   | Colombie-Britannique      | Membre    | 1982  |                               |
| Abraham J. Arnold               | Winnipeg                    | Manitoba                  | Membre    | 2003  |                               |
| Islay M. Arnold                 | Lethbridge                  | Alberta                   | Officier  | 1986  |                               |
| John Douglas Arnup              | Don Mills                   | Ontario                   | Officier  | 1989  |                               |
| Angèle Arsenault                | Summerside                  | Île-du-Prince-Édouard     | Officier  | 2002  |                               |
| Bona Arsenault                  | Sillery                     | Québec                    | Membre    | 1980  |                               |
| Fernand Arsenault               | Cap-Pelé                    | Nouveau-Brunswick         | Membre    | 2003  |                               |
| Iphigenie Arsenault             | Charlottetown               | Île-du-Prince-Édouard     | Membre    | 1977  |                               |
| J. Edmond Arsenault             | Charlottetown               | Île-du-Prince-Édouard     | Membre    | 1981  |                               |
| Monique Arsenault               | Saint-Augustin-de-Desmaures | Québec                    | Membre    | 1998  |                               |
| Eric R. Arthur                  | Toronto                     | Ontario                   | Compagnon | 1968  |                               |
| Paul Rodney Arthur              | Toronto                     | Ontario                   | Membre    | 1993  |                               |
| Harry William Arthurs           | Toronto                     | Ontario                   | Officier  | 1988  |                               |
| Dorothy K. Ash                  | Flin Flon                   | Manitoba                  | Membre    | 1984  |                               |
| W. Vacy Ash                     | Toronto                     | Ontario                   | Officier  | 1973  |                               |
| Kiawak Ashoona                  | Cape Dorset                 | Nunavut                   | Officier  | 1999  |                               |
| Pitseolak Ashoona               | Cape Dorset                 | Nunavut                   | Membre    | 1977  |                               |
| Israel Harold Asper             | Winnipeg                    | Manitoba                  | Officier  | 1995  |                               |
| Martial Asselin                 | Sainte-Foy                  | Québec                    | Officier  | 1996  |                               |
| George Athans                   | Verdun                      | Québec                    | Membre    | 1974  |                               |
| George Stuart Atkins            | Hepworth                    | Ontario                   | Membre    | 1989  |                               |
| Evelyn Mary Atkinson            | Vancouver                   | Colombie-Britannique      | Membre    | 1996  |                               |
| Robert Roy Atkinson             | Saskatoon                   | Saskatchewan              | Membre    | 2002  |                               |
| Margaret Atwood                 | Toronto                     | Ontario                   | Compagnon | 1973  |                               |
| Claude B. Aubry                 | Ottawa                      | Ontario                   | Membre    | 1974  |                               |
| Marcel Aubut                    | Sillery                     | Québec                    | Officier  | 1986  |                               |
| J. Denis AuCoin                 | Grand-Étang                 | Nouvelle-Écosse           | Membre    | 1987  |                               |
| Henri Audet                     | Outremont                   | Québec                    | Membre    | 1984  |                               |
| Jean-Paul Audet                 | Magog                       | Québec                    | Officier  | 1988  |                               |
| Paul-A. Audet                   | Québec                      | Québec                    | Membre    | 1995  |                               |
| Louis de la Chesnaye Audette    | Ottawa                      | Ontario                   | Officier  | 1974  |                               |
| Paul-Émile Auger                | Québec                      | Québec                    | Officier  | 1978  |                               |
| Annette Helene Augustine        | Thunder Bay                 | Ontario                   | Membre    | 1999  |                               |
| Frank Augustyn                  | Toronto                     | Ontario                   | Officier  | 1979  |                               |
| Isabel George Hutcheson Auld    | Winnipeg                    | Manitoba                  | Membre    | 1988  |                               |
| W. Murray Auld                  | Winnipeg                    | Manitoba                  | Membre    | 1989  |                               |
| Steven K.H. Aung                | Edmonton                    | Alberta                   | Membre    | 2005  |                               |
| John Avison                     | Vancouver                   | Colombie-Britannique      | Membre    | 1978  |                               |
| Margaret Avison                 | Toronto                     | Ontario                   | Officier  | 1984  |                               |
| Lloyd Axworthy                  | Winnipeg                    | Manitoba                  | Officier  | 2003  |                               |
| Thomas S. Axworthy              | Toronto                     | Ontario                   | Officier  | 2002  |                               |
| Daniel Edward Aykroyd           | Kingston                    | Ontario                   | Membre    | 1998  |                               |
| Antoine Ayoub                   | Sillery                     | Québec                    | Membre    | 1998  |                               |
| Lewis Haldane Miller Ayre       | Saint-Jean                  | Terre-Neuve-et-Labrador   | Membre    | 1981  |                               |
| Miller H. Ayre                  | Saint-Jean                  | Terre-Neuve-et-Labrador   | Membre    | 2002  |                               |
| David J. Azrieli                | Montréal                    | Québec                    | Membre    | 1984  |                               |
| Suzanne Azzie                   | Ottawa                      | Ontario                   | Membre    | 1985  |                               |